# Jan Piotr Habermann
Jan Piotr Habermann (¿?, primera mitad de siglo XVIII - ¿?, después de 1762) fue un violinista, maestro de capilla y compositor polaco del Barroco.

## Vida
No hay evidencia de que estuviera relacionado con la familia musical checa Habermann. Desde agosto de 1737 hasta febrero de 1738, estuvo activo en el internado de música de los jesuitas en Cracovia, donde se le consideró «un excelente violinista». En la década de 1740 fue maestro de capilla del colegio de los jesuitas en Leópolis, luego probablemente volvió a estar activo en Cracovia, donde desde julio de 1762 llevó la capilla de los Padres Paulinos en Jasna Góra; permaneció allí durante un mes.

## Obra

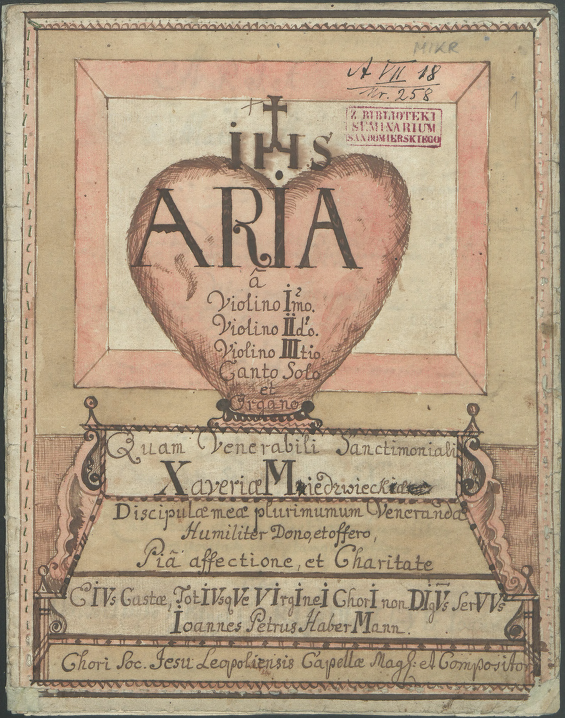
Portada del manuscrito Ista quam laeti de Jan Piotr Habermann.

Estilísticamente, las obras de Habermann representan una forma de transición en la que el conjunto de medios técnicos barrocos se superpone claramente con elementos del estilo galante. Esto se ve con mayor claridad en la melodía, que abunda en pequeños adornos musicales, como trinos, notas de adorno, figuras compuestas por dos notas semicorcheas o fusas, ritmos lombardos sobre una parte de compás, etc. La desviación de las normas técnicas del Barroco también es visible en el papel cada vez más limitado del bajo continuo, que a veces se detiene incluso durante una docena de compases (O felix et Beata dies), así como en la conducción de un conjunto de cuerdas en pasajes al unísono.
Tres de las obras sobrevivientes de Habermann son arias da capo en forma cristalizada, construidas sobre un esquema de modulación con un segundo movimiento contrastante. Sobre la base de los autógrafos del compositor, se puede afirmar que fue muy cuidadoso al proporcionar todas las instrucciones de interpretación, definiendo la agógica, la dinámica y el fraseo.
Entre sus obras se cuentan Iste quam laeti; Propter ardentem charitatem; O felix et beata dies; Lauda Sion, en estilo galante, que sobrevivieron en la librería del monasterio cisterciense de Mogiła. También hay obras manuscritas de Habermann en la biblioteca diocesana de Sandomierz.